# Ausbildungs-Division 402 (Wehrmacht)
Die Ausbildungs-Division 402 war eine deutsche Infanteriedivision im Zweiten Weltkrieg.

## Divisionsgeschichte

### Division z. b. V. 402
Die Division z. b. V 402 wurde für den Wehrkreis II Ende Oktober 1939 in Stettin aufgestellt und bereits einen Monat später wieder aufgelöst und für die Aufstellung der Division Nr. 152 herangezogen.
Ende Januar 1940 folgte die erneute Aufstellung zur Betreuung der Landesschützen des Wehrkreises; insgesamt 24 Landesschützen-Bataillone.

### Division Nr. 402
Am 25. September 1942 wurde die Division z. b. V. 402 als Ersatz-Division Division Nr. 402 aufgewertet, da der Wehrkreis die Division Nr. 152 und die Division Nr. 192 als Ersatz-Divisionen abgeben mussten. Bis Anfang 1945 übernahm die Division Ausbildungs- und Trainingsaufgaben.

### Ersatz-Division 402
Ende Januar 1945 wurde die Division zur Ersatz-Division 402 umbenannt. Die Regimenter sollten in der Festung Schneidemühl und in der Pommernstellung eingesetzt werden. Die Unterstellung war unter die 11. Armee, später unter die 3. Panzerarmee. Im Februar/März 1945 nahm die Division an Kämpfen um Kolberg teil. Mit dem Fall von Kolberg Mitte März 1945 ging die Division unter. Die Reste zogen sich nach Schwerin zurück.

### Ausbildungs-Division 402
Die Division, auch 402. Ausbildungs-Division, wurde am 26. März 1945 in Schwerin neu aufgestellt und nach Usedom verlegt. Die Aufstellung der Einheit erfolgte aus allen noch im Wehrkreis II verfügbaren Ersatz-Einheiten. Die Einheit kam im April 1945 auf der Insel Usedom, später Swinemünde gegen die Rote Armee zum Einsatz. Mit den Resten der 3. Panzerarmee ging die Division in britische Gefangenschaft.

## Gliederung
1943
- Grenadier-Ersatz-Regiment 258 (Kolberg)
- Grenadier-Ersatz-Regiment 522 (Rostock)
- Artillerie-Ersatz- und Ausbildungs-Regiment 2 (Stettin)
- Reiter-Ersatz-Abteilung 5
- Heeres-Flak-Ersatz- und Ausbildungs-Abteilung 272
- Divisions-Einheiten 2

1945
- Grenadier-Ausbildungs-Regiment 522 (Rostock)
- Ungarischer Infanterie-Regiments-Stab 85 (Schwerin)
- Ungarische Infanterie-Schule Varpalota (Wismar)
- Artillerie-Ausbildungs-Regiment 2 (Schwerin)
- Kavallerie-Ausbildungs-Abteilung 100 (Ludwigslust)

## Kommandeure
- General der Infanterie Hans Petri von der Aufstellung bis Januar 1940
- Oberst/Generalmajor Hans Windeck von Februar 1940 bis Mai 1940
- Generalmajor Erich von Keiser von Juni 1940 bis September 1942
- Generalmajor/Generalleutnant Richard Stenzel von September 1942 bis November 1943
- Oberst Werner von Boltenstern November/Dezember 1943
- Generalleutnant Richard Stenzel von Dezember 1943 bis September 1944

- Generalleutnant Siegmund von Schleinitz von Oktober 1944 bis März 1945

- Generalmajor Ernst von Bauer von März 1945 bis Kriegsende